# Rsh (remote shell)
rsh (od ang. remote shell) – program komputerowy, który uruchamia polecenie powłoki jako inny użytkownik na innej maszynie poprzez sieć komputerową. Zdalna maszyna, na której rsh wykonuje polecenie musi mieć uruchomionego daemona rshd.
Protokół rsh nie jest bezpieczny, między innymi z powodu przesyłania wszelkich danych w postaci niezaszyfrowanej. Niektóre implementacje rsh dokonują uwierzytelnienia przesyłając przez sieć hasło w otwartej postaci. Aktualnie rsh został w większości przypadków zastąpiony przez bezpieczniejszy protokół ssh (secured shell).
Przykład użycia rsh. Poniższa komenda wywołuje polecenie mkdir testdir jako użytkownik remoteuser na komputerze host.example.com:
```
rsh -l remoteuser host.example.com "mkdir testdir"
```

Kiedy tylko zdalne polecenie zostanie wykonane, rsh kończy swoje działanie. Jeżeli żadna komenda nie została podana, wtedy rsh loguje się na zdalnej maszynie używając rlogin.
rsh używa portu TCP 514.